# St. John (Indiana)
St. John es un pueblo ubicado en el condado de Lake en el estado estadounidense de Indiana. En el Censo de 2010 tenía una población de 14850 habitantes y una densidad poblacional de 499,53 personas por km².

## Geografía
St. John se encuentra ubicado en las coordenadas 41°26′39″N 87°28′5″O / 41.44417, -87.46806. Según la Oficina del Censo de los Estados Unidos, St. John tiene una superficie total de 29.73 km², de la cual 29.49 km² corresponden a tierra firme y (0.79%) 0.24 km² es agua.

## Demografía
Según el censo de 2010, había 14850 personas residiendo en St. John. La densidad de población era de 499,53 hab./km². De los 14850 habitantes, St. John estaba compuesto por el 93.55% blancos, el 1.34% eran afroamericanos, el 0.13% eran amerindios, el 1.26% eran asiáticos, el 0.07% eran isleños del Pacífico, el 2.42% eran de otras razas y el 1.24% pertenecían a dos o más razas. Del total de la población el 8.23% eran hispanos o latinos de cualquier raza.